# Enterprise (Nordwest-Territorien)
Enterprise ist eine Gemeinde in der South Slave Region der kanadischen Nordwest-Territorien. Die Zuerkennung der kommunalen Selbstverwaltung als Dorf erfolgte am 29. Oktober 2007 (incorporated als Hamlet).
Im August 2023 wurden zwischen 85 und 90 % der Gebäude des Dorfes durch Waldbrände zerstört.

## Geographie
Das Dorf liegt am Nordufer des Hay River. In Enterprise zweigt der Ost-West-Richtung verlaufende Northwest Territories Highway 2 (auch „Hay River Highway“) nach Hay River, der zweitgrößten Stadt des Territoriums, vom in Nord-Süd-Richtung verlaufendem Northwest Territories Highway 1 (auch „Mackenzie Highway“) ab. Außerdem passiert eine der wenigen Eisenbahnstrecken des Territoriums die Gemeinde.
Etwa 7 km südwestlich liegt der Twin Falls Gorge Territorial Park, einer der Territorial Parks in den Nordwest-Territorien.

## Demographie
Der nationale Zensus im Jahr 2021 ergab für die Gemeinde eine Bevölkerung von 75 Einwohnern, nachdem der Zensus im Jahr 2016 für die Gemeinde noch eine Bevölkerung von 106 Einwohnern ergeben hatte. Die Bevölkerung hat damit im Vergleich zum letzten Zensus im Jahr 2016 deutlich stärker als der Trend im Territorium um 29,2 % abgenommen, während der Durchschnitt im Territorium bei einer leichten Bevölkerungsabnahme von 1,2 % lag. Im letzten Zensuszeitraum von 2011 bis 2016 hatte die Bevölkerung noch überdurchschnittlich um 7,1 % zugenommen, bei einer durchschnittlichen Bevölkerungszunahme von 0,8 % im gesamten Territorium.
Im Rahmen des „Census 2021“ wurde für die Gemeinde ein Medianalter von 46,8 Jahren ermittelt. Das Medianalter im Territorium lag 2021 nur bei 35,6 Jahren. Das örtliche Durchschnittsalter lag bei 45,0 Jahren, bzw. bei 36,4 Jahren im Territorium. Beim „Census 2016“ wurde für die Gemeinde noch ein Medianalter von 42,0 Jahren ermittelt und für das Territorium von 34,0 Jahren.

## Geschichte

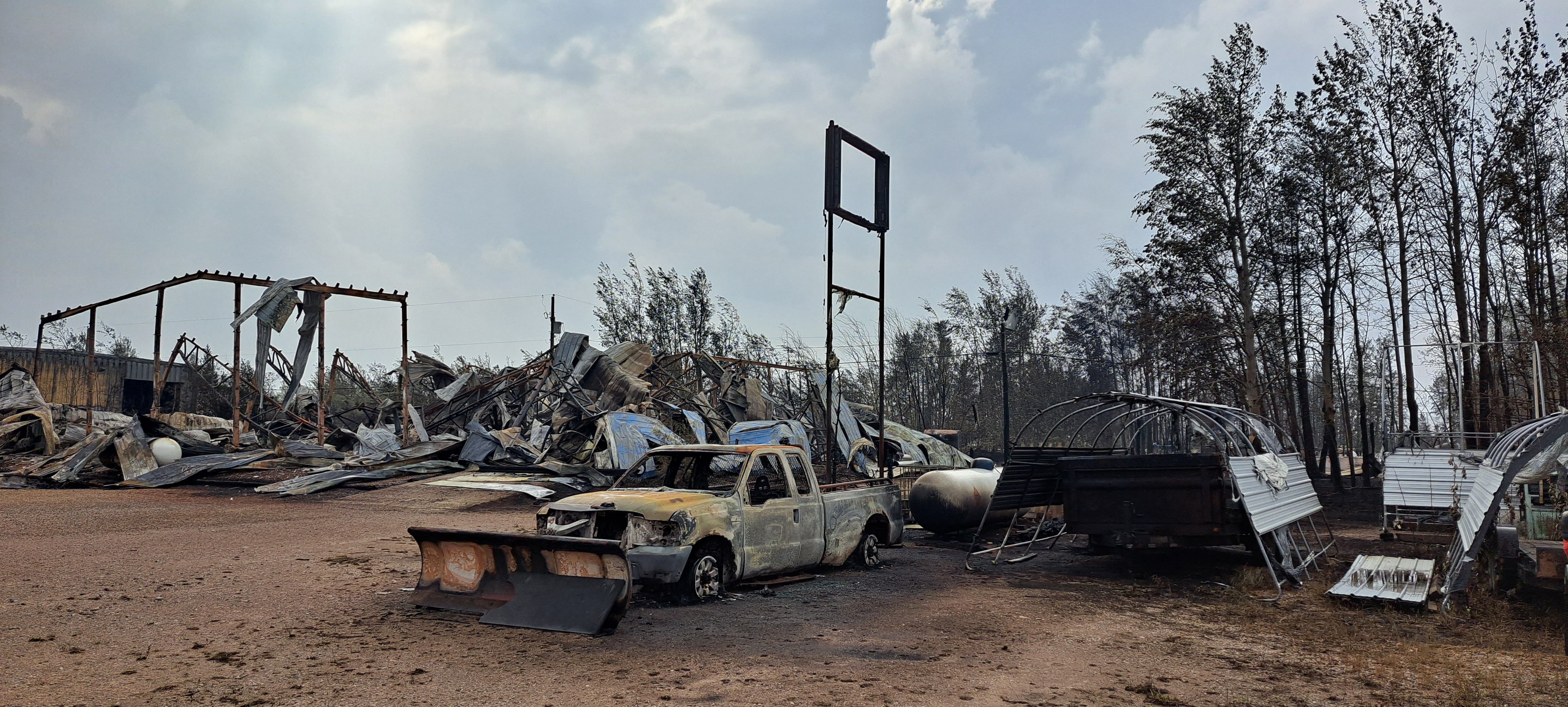
Schäden Enterprise nach den Bränden in der Waldbrandsaison 2023

Die Gemeinde entstand Ende der 1940er-Jahre nach Fertigstellung des Mackenzie Highways, welcher damals noch nach Hay River führte und nicht wie heute nach Norden abknickt, als an dieser Stelle Serviceeinrichtungen für die Reisenden entstanden.
Im August 2023, während der extrem schweren kanadischen Waldbrandsaison 2023, wurde der Ort fast vollständig von den Flammen zerstört.